# Snowball (band)
Snowball was een Duitse funkrockband.

## Bezetting
Oprichters
- Curt Cress (drums)
- Roye Albrighton (gitaar, zang)
- Dave King (basgitaar)
- Kristian Schultze (keyboards)

Voormalige leden
- Frank Diez (gitaar)
- Eddie Taylor (saxofoon, zang)
- Reginald Worthy (basgitaar)
- Wally Warning (basgitaar)

## Geschiedenis
De Duitse funkrockband Snowball werd opgericht in 1977 met de ervaren studio- en live-muzikanten Curt Cress (ex-Passport), Dave King, Christian Schultze en Roye Albrighton (ex-Nektar). In 1978 verscheen het eerste album Defroster, waarna Cold Heat (1979) en Follow the White Line (1980) volgden. De band had een internationale bezetting en reputatie, was geen steriel studioproduct, maar ontplooide zich in direct contact met het publiek. De muziek van het eerste album leek op die van de band Passport, maar telde als meer funky met minder nadruk op jazz.
Het tweede album Cold Heat werd vanaf december 1978 achttien dagen lang geproduceerd. Voor de eerste keer hadden de bandleden van het tot een kwintet uitgegroeide ensemble samen geschreven en gecomponeerd, zodat iedere muzikant zich kon identificeren met de muziek. In vergelijking tot de voorgaande albums bereikten ze zo een eenvormige werking. Door de nieuwe bandleden Frank Dietz en Eddie Taylor veranderde de totale indruk, die werd beschreven als ronder, aardser en meer bluesachtig. Tijdens de productie van het nieuwe album verliet King de band en werd vervangen door Günther Gebauer. De nieuwe live-bassist werd Reginald Worthy, die later werd vervangen door Wally Warning.
Het derde en laatste album Follow the White Line Part 1 & 2 verscheen in 1980 en werd door critici als commercieel en souliger gekenmerkt, dankzij uitstekende balladen als Forgive Your Mother, Brother en het plausibele saxofoonspel van Taylor.

## Discografie

### Albums
- Defroster, Atlantic ATL 50463, WEA-Musik, Hamburg 1978
- Cold Heat,  Atlantic ATL 58036, WEA-Musik, München 1979
- Follow the White Line, Atlantik ATL 58104, WEA-Musik, München 1980